# 大坂峠
大坂峠（おおさかとうげ）は、徳島県鳴門市北灘町碁浦と香川県東かがわ市坂元の県境に位置する峠である。標高270m。大坂越ともいう。香川のみどり百選選定。

## 地理
現在の徳島県道・香川県道1号徳島引田線は、古くから峠道の東の方を通り、鳴門市北灘町碁浦に属する山腹を経て東かがわ市へ入る。
阿波から讃岐へ越える道は讃岐山脈中に数多くあるが、東ではこの大坂峠、そして西では猪ノ鼻峠、ほぼ中央に清水越があった。
峠は瀬戸内海国立公園大坂峠園地となっている。徳島県板野町側にはあせび公園があり、園内には大坂峠展望台が設けられている。
なお、この峠は徳島県板野町と鳴門市の境界をなす「大坂越」と、徳島県鳴門市と香川県東かがわ市の県境をなす「大坂峠」の2つの峠からなる。総称してこの一帯を大坂峠または大坂越と呼ぶことがある。

## 歴史
律令時代から南海道の官道筋として、現在の板野町大寺に位置する郡頭を起点とする讃岐への道が大坂越であったと考えられている。

### 源義経の峠越え
1186年（文治2年）2月、「十七日の卯の刻に阿波の勝浦に着きけり」と「平家物語」に出ている源義経の率いる一軍は、翌18日（19日という説もある）にかけての深夜にこの大坂峠を越えたといわれ、同書巻11には、「その日は阿波の国板東、板西行き過ぎて、阿波と讃岐とのさかひなる大坂峠といふ所にうち下がって」とある。
「源平盛衰記」によると、義経一行は、峠越えの直前に、現在の大寺にある金泉寺に夜遅く立ち寄った。その頃、近くの住民が観音講で馳走を並べていたが、義経一行の軍馬の音に驚いて逃げてしまった。義経らはその馳走を食べ、峠越えの腹ごしらえをしたという。
義経軍勢は、ほぼ一日間で阿波の国の吉野川下流を駆け抜けて、讃岐山脈を越えたのであるが、この峠越えのほかにもその通過したと考えられている道が二か所ある。一つは、現在の美馬市脇町から高松市へ通ずる清水越（国道193号）、もう一つは、板野郡上板町から東かがわ市への大山越である。大山越の本県側には、大山寺があり義経に関する言い伝えが残っている。

### 徳島藩政
1585年（天正13年）、豊臣秀吉の命令による豊臣秀長の主力勢は、淡路島から土佐泊（現鳴門市鳴門町土佐泊浦）へ、蜂須賀軍勢を含む大軍は、讃岐から峠越えで阿波に入り、秀長軍と合流して一宮城（現徳島市一宮町）を攻略したという。蜂須賀家が支配する徳島藩の重要な関所として、峠道への山路にかかる地点に大坂口御番所（峠より1km余の地点）が、1644年（正保元年）から1872年（明治5年）までの約230年間、通行人と物資の出入りを見張った。
また、四国八十八箇所巡礼において、行路の都合で途中の札所から遍路を始めて88番大窪寺から1番霊山寺に向かうことになった場合には大坂峠越えが用いられるようになった。

### 明治以降
1874年（明治7年）から1875年（明治8年）にかけて、この峠道は大改修が行われた。この旧道は現在ハイキングコースとなって、県境付近に展望台も設けられている。1916年（大正5年）、自動車の通行可能な新道が完成し、その後、1920年（大正9年）、国道22号に指定された。
1935年（昭和10年）には、関所跡のある東谷を通って鉄道が開通し、難所であった峠道は、現在のJR高徳線大坂山トンネルによって解消された。また、1964年（昭和39年）に鳴門市北灘町経由の国道11号が整備、完成して、峠越えの自動車交通は激減し、現在は徳島県道・香川県道1号徳島引田線となっている。
現在は峠のやや西を高松自動車道の大坂トンネルも通過している。この大坂トンネルは高松道が暫定2車線であった上に、上り線はトンネル出口まで5km以上にわたって上り坂が連続するため、渋滞の名所となっていたが、2019年2月に4車線化が完成し、渋滞も解消している。